# Chibly Langlois
Chibly Langlois (La Vallée, 29. studenog 1958.), je haićanski rimokatolički kardinal, biskup Les Cayesa i predsjednik Biskupske konferencije Haitija.

## Životopis
Langlois je rođen u La Vallée, u jugoistočnom Haitiju, u siromašnoj obitelji. Langlois je ušao u sjemenište u Port-au-Princeu 1985. godine. Tamo je studirao filozofiju i teologiju. Kasnije je od 1994. do 1996. godine studirao na Papinskom lateranskom sveučilištu u Rimu i dobio licencijata u pastoralnoj teologiji. Zaređen je za svećenika 22. rujna 1991. godine.
8. travnja 2004. godine, papa Ivan Pavao II. je Langloisa imenovao biskupom biskupije Fort-Liberté, a 15. kolovoza 2011. papa Benedikt XVI. ga je imenovao lezkajskim biskupom.
Dana 22. veljače 2014. godine, papa Franjo je imenovao Langloisa kardinalom-svećenikom crkve San Giacomo u Augusti. Ta rimska crkva nikada prije nije bila dodijeljena kao naslovna crkva nekom katoličkom kardinalu. Langlois je tako postao prvi haićanski kardinal. Bio je jedini među novim kardinalima na konzistoriju u veljači 2014. koji nije bio nadbiskup. Za svoje geslo je uzeo Služiti Bogu i čovječanstvu u ljubavi.
22. svibnja 2014. godine, Langlois je imenovan članom i Papinskog vijeća za pravdu i mir te Papinske komisije za Latinsku Ameriku. Od 13. srpnja 2016. članom je Tajništva za komunikacije.

## Vanjske poveznice
- Kardinal Chibly Langlois - GCatholic.org